# جغرافیای سری‌لانکا

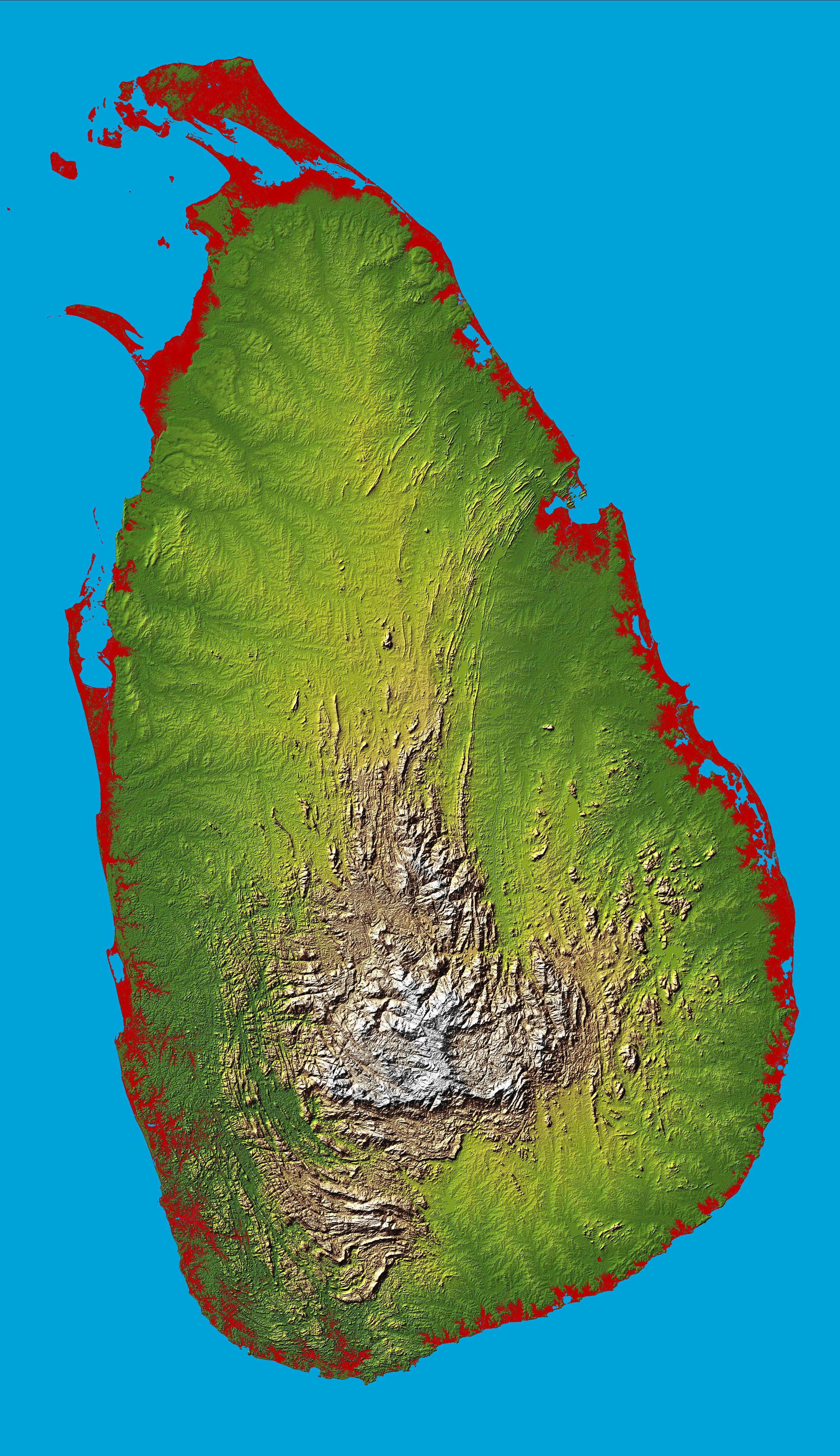
نقشه توپوگرافیک سری‌لانکا

سری‌لانکا ۶۵٬۶۱۰ کیلومتر مربع مساحت دارد و جمعیت آن ۱۹٬۶۶۸٬۰۰۰ نفر است. پایتخت این کشور شهر کلمبو با ۶۴۲ هزار نفر جمعیت می‌باشد.
از شهرهای مهم سری‌لانکا می‌توان به: دهیوالا-ماونت لاوینیا ۲۱۰ هزار نفر، موراتوا ۱۷۷ هزار نفر، نگومبو ۱۲۱ هزار نفر و سری جایوردنه پورا کوته ۱۱۵ هزار نفر اشاره کرد.
سری‌لانکا از نظر زمین‌شناختی بر روی صفحه تکتونیک هند واقع شده‌است. محل سری‌لانکا در اقیانوس هند در جنوب غرب بین خلیج بنگال است. سری‌لانکا به‌وسیله خلیج منار و تنگه پالک از شبه‌جزیره هند جدا شده‌است. در اسطوره‌های هندی گفته می‌شود که یک پل سرزمینی که امروزه به آن پل آدم گفته می‌شود بین هند و سری‌لانکا وجود داشته‌است. امروزه زنجیره‌ای از صخره‌های آهکی زیر یا روی سطح آب در مسیری بین دو کشور دیده می‌شود که گفته می‌شود تا ۱۴۸۰ امکان عبور به صورت پیاده از آن وجود داشت تا این‌که در آن سال توفان‌های سنگین دریایی عمق آن مسیر را بیشتر کرد.
جزیره سری‌لانکا بیشتر از دشت‌های تپه‌ماهوری ساحلی تشکیل شده و کوهستان‌های آن تنها در مناطق مرکز و جنوب قرار دارند. بلندترین نقطه سری‌لانکا کوه پیدوروتالاگالا است که ۲۵۲۴ متر ارتفاع دارد. آب‌وهوای سری‌لانکا گرم و مرطوب است که این امر نتیجه بادهایی است که از اقیانوس به سمتش می‌وزد.
سری‌لانکا ۱۰۳ رودخانه دارد که طولانی‌ترین آن‌ها رود مَهاولی نام دارد. طول این رودخانه ۳۳۵ کیلومتر است. در مسیر رودخانه‌های سری‌لانکا ۵۱ آبشار طبیعی با ارتفاع ۱۰ متر یا بیشتر دیده می‌شود. بلندترین آن‌ها آبشار بامباراکاندا به ارتفاع ۲۶۳ متر است.
سری‌لانکا دارای ۱۵۸۵ کیلومتر خط ساحلی است. این کشور دارای ۴۰ تالاب است و در سواحل خود ۴۵ خور (خلیج کوچک) دارد. جنگل‌های حرا در سری‌لانکا که بیش از هفت هزار هکتار را می‌پوشاند نقش مهمی در جلوگیری از آسیب شدیدتر امواج سونامی سال ۲۰۰۴ به این کشور را داشت.
در جزیره سری‌لانکا مواد طبیعی ایلمنیت، فلدسپات، گرافیت، سیلیکا، کائولین، میکا و توریم به وفور وجود دارد. وجود نفت و گاز هم در خلیج منار تأیید شده و برنامه‌هایی برای استخراج آن وجود دارد.

## آب‌وهوا
آب‌وهوای سری‌لانکا را می‌توان گرمسیری و بسیار گرم توصیف کرد. موقعیت آن بین ۵ تا ۱۰ درجه عرض شمالی به این کشور آب‌وهوایی گرم در سراسر سال بخشیده است که وزش بادهای اقیانوس و رطوبت زیاد محیط، آن را تعدیل می‌کند. 
پایین‌ترین میانگین دما در سری‌لانکا ۱۶ درجه سانتی‌گراد در نووارا الیا در ارتفاعات مرکزی است (جایی که ممکن است یخبندان برای چند روز در زمستان رخ دهد)، و بالاترین میانگین ۳۲ درجه سانتی‌گراد در ترینکومالی در ساحل شمال شرقی است (جایی که دما ممکن است به ۳۸ درجه سانتی‌گراد هم برسد). 
متوسط دمای سالانه برای کل کشور بین ۲۸ تا ۳۰ درجه سانتی‌گراد است. بین درجه حرارت روز و شب ممکن است ۴ تا ۷ درجه سانتی‌گراد اختلاف وجود داشته باشد. ژانویه سردترین ماه است، به‌ویژه در ارتفاعات، که در آن دمای شب ممکن است به ۵ درجه سانتی‌گراد کاهش یابد. ماه مه، گرم‌ترین ماه است و پس از آن دوره باران‌های موسمی تابستانی آغاز می‌شود. 
الگوی بارندگی تحت تأثیر بادهای موسمی اقیانوس هند و خلیج بنگال است و چهار فصل مشخص دارد. اولین مورد از اواسط ماه مه تا اکتبر است، هنگامی که بادها از جنوب غرب آغاز می‌شوند و رطوبت را از اقیانوس هند همراه می‌آورند. هنگامی که این بادها به دامنه‌های ارتفاعات مرکزی برخورد می‌کنند، باران‌های سنگینی را در کوه‌پایه‌ها و در بخش جنوب غربی جزیره فرومی‌بارند. 
برخی از دامنه‌های بادگیر در هر ماه بالغ بر ۲۵۰۰ میلی‌متر باران دریافت می‌کنند، اما دامنه‌های بادپناه در شرق و شمال شرقی بارش کمی به خود می‌بینند. فصل دوم در ماه‌های اکتبر و نوامبر رخ می‌دهد،‌ یعنی ماه‌های میان‌موسمی.
در طول این فصل، رگبارهای دوره‌ای رخ می‌دهد و گاهی اوقات توفان‌های گرمسیری، آسمان را تیره کرده و باران‌های سنگینی را به جنوب غربی، شمال شرقی و شرق جزیره می‌آورند. 
در خلال فصل سوم، دسامبر تا مارس، بادهای موسمی از شمال شرقی می‌آیند و رطوبت را از خلیج بنگال به ارمغان می‌آورند. دامنه‌های شمال شرقی کوهستان در طول این ماه‌ها تا ۱۲۵۰ میلی‌متر باران دریافت می‌کند. 
دوره دیگر بین موسمی، از ماه مارس تا اواسط ماه مه پیش می‌آید که با وزش سبک و متغیر باد و رگبارهای شبانه توأم است.